# Ancienne chapelle Saint-Médard et Saint-Gildard
L' ancienne chapelle Saint-Médard et Saint-Gildard est une chapelle située dans le hameau de Vauberlin, sur le territoire de la commune de Courcelles-sur-Vesle, dans le département de l'Aisne en région Hauts-de-France, en France.
Elle fait l'objet d'une inscription au titre des monuments historiques depuis le 15 juin 1927.

## Localisation
La chapelle est située sur la commune de Courcelles-sur-Vesle, dans le département de l'Aisne.

## Historique
Construit au XIIIe siècle, les vestiges du chœur, aujourd'hui propriété privée, sont inscrits sur l'inventaire supplémentaire des monuments historiques par arrêté du 15 juin 1927.